# 818 Kapteynia
818 Kapteynia је астероид главног астероидног појаса. Приближан пречник астероида је 49,45 ,
а средња удаљеност астероида од Сунца износи 3,172 астрономских јединица (АЈ).
Инклинација (нагиб) орбите у односу на раван еклиптике је 15,654 степени, а орбитални период износи 2063,689 дана (5,650 година). Ексцентрицитет орбите астероида износи 0,097.
Апсолутна магнитуда астероида износи 9,10 а геометријски албедо 0,165.
Астероид је откривен 21. фебруара 1916. године.